# Josephus Nicolaus Laurenti
Josephus Nicolaus Laurenti (4 de Dezembro de 1735 - 17 de Fevereiro de 1805) foi um naturalista austríaco. Foi o primeiro a descrever de forma resumida o proteus dando-lhe o seu nome científico.